# ديفيد ستراثيرن
ديفيد ستراثيرن (بالإنجليزية: David Strathairn)‏ مواليد 26 يناير 1949 في سان فرانسيسكو، كاليفورنيا، الولايات المتحدة، هو ممثل أمريكي بدأ مسيرته الفنية عام 1979. كما أنه من الفائزين بجائزة إيمي.شارك في عدة أفلام منها فيلم ذا فيرم مع توم كروز وفيلم سايمون بيرش الحائز على جائزة الاوسكار.

## روابط خارجية
- ديفيد ستراثيرن على موقع IMDb (الإنجليزية)
- ديفيد ستراثيرن على موقع روتن توميتوز (الإنجليزية)
- ديفيد ستراثيرن على موقع قاعدة بيانات الأفلام العربية
- ديفيد ستراثيرن على موقع ألو سيني (الفرنسية)
- ديفيد ستراثيرن على موقع ميوزك برينز (الإنجليزية)
- ديفيد ستراثيرن على موقع تيرنر كلاسيك موفيز (الإنجليزية)
- ديفيد ستراثيرن على موقع أول موفي (الإنجليزية)
- ديفيد ستراثيرن على موقع قاعدة بيانات برودواي على الإنترنت (الإنجليزية)
- ديفيد ستراثيرن على موقع قاعدة بيانات الأفلام السويدية (السويدية)
- ديفيد ستراثيرن على موقع إن إن دي بي (الإنجليزية)